# Magnetosztatika
A magnetosztatika a statikus mágneses terekkel foglalkozik. Elektromos analógiája, az elektrosztatika a statikus elektromos jelenségekkel foglalkozik (állandó áram és töltés).

## A magnetosztatika mint a Maxwell-egyenletek speciális esete
A Maxwell-egyenletekből kiindulva, és feltételezve, hogy a töltések állandóak vagy egyenáramként mozognak, az egyenletek két részre oszthatók, kettő az elektromos teret írja le (elektrosztatika), kettő pedig a mágneses teret. A terek az időtől és egymástól függetlenek. A magnetosztatikai egyenletek felírhatók differenciális és integrális formában is:
| Törvény                 | Differenciális forma                                                                      | Integrál forma                                                                       |
| ----------------------- | ----------------------------------------------------------------------------------------- | ------------------------------------------------------------------------------------ |
| Gauss mágneses törvénye | {\displaystyle {\overrightarrow {\nabla }}\,\cdot {\overrightarrow {B}}=0}                | {\displaystyle \oint _{S}{\overrightarrow {B}}\,.\,\ d{\overrightarrow {s}}=0}       |
| Ampère-törvény          | {\displaystyle {\overrightarrow {\nabla }}\,x{\overrightarrow {H}}={\overrightarrow {J}}} | {\displaystyle \oint _{C}{\overrightarrow {H}}\,.\,\ d{\overrightarrow {l}}=I_{enc}} |

Az első integrál egy S felületre vonatkozó integrál irányított {\displaystyle \,{\vec {d}}s} felületelemmel. A második integrál egy vonali integrál a C zárt hurok körül {\displaystyle \,{\vec {l}}}   elemmel. A hurkon átfolyó áram az {\displaystyle I_{enc}}.
Ennek a közelítésnek a jósága úgy becsülhető, ha a fenti egyenleteket a Maxwell egyenletek teljes változatával vetjük össze, és figyelembe vesszük az azokból itt kihagyott tényezők fontosságát. Különös jelentősége van a {\displaystyle \,{\vec {J}}}   vektor és a {\displaystyle {\frac {\,\partial {\overrightarrow {D}}}{\,\partial t}}} kifejezés összehasonlításának. Ha a {\displaystyle \,{\vec {J}}} lényegesen nagyobb, akkor a kisebb kifejezés a pontosság jelentős csökkenése nélkül elhanyagolható.

## Faraday törvény újra alkalmazása
Általánosan elfogadott módszer magnetosztatikus problémák megoldására az inkrementális idő módszer és aztán ezeket a megoldásokat a {\displaystyle {\frac {\,\partial {\overrightarrow {B}}}{\,\partial t}}} tag megközelítésére lehet használni.
Faraday törvénybe behelyezve ezeket az eredményeket kapunk egy értéket {\displaystyle \,{\vec {J}}}   -re (amelyet korábban nem vettünk figyelembe).
Ez a módszer nem a Faraday egyenletek valódi megoldása, de jó közelítést ad lassan változó terek esetén.

## Magnetosztatikus problémák megoldása áram esetében
Ha a rendszerbe folyó áramok mind ismertek (azaz a {\displaystyle \,{\vec {J}}}   teljes leírása ismert), akkor a mágneses mezőt a Biot–Savart-törvénnyel lehet meghatározni:
{\displaystyle {\vec {B}}={\frac {\mu _{0}}{4\pi }}I\int {\frac {\mathrm {d} {\vec {l}}\times {\hat {r}}}{r^{3}}}}
Ez a technika jól működik vákuumban vagy levegőben, vagy olyan hasonló közegben, amelynek relatív permeabilitása =1. Ebben beleértendők a légréses transzformátok is. Előnye, hogy komplex tekercsgeometriákat részekre lehet integrálni, vagy igen nehéz geometriák esetében numerikus integrált lehet alkalmazni. Mivel ez az egyenlet elsősorban lineáris problémák megoldására használatos, a teljes megoldás minden egyes összetevő integráljának összegéből adódik.
Olyan problémák esetén, amikor a domináns mágneses anyag egy magas permeabilitású mágneses mag relatíve kis légréssel, a mágneses áramköri megközelítés lehet hasznos. Amikor a légrés nagy a mágneses áramkörhöz viszonyítva, rendszerint végeselemes módszerre van szükség. A véges elemű számításoknál a fenti magnetosztatikus egyenletek módosított formáját használják a mágneses potenciál kiszámításhoz. A {\displaystyle \,{\vec {B}}}  értékét a mágneses potenciálból lehet kiszámítani.

## Erősen mágneses anyagok
Erősen mágneses anyagok (pl. ferromágneses anyagok, stb.) mágnesessége elsődlegesen az elektron spinjeinek tulajdonítható. Az ilyen anyagoknál a magnetizálás explicit módon kifejezhető:
{\displaystyle {\vec {B}}=\mu _{0}({\vec {M}}+{\vec {H}}).}
A fémek kivételével az elektromos áram mellőzhető, így az Ampère-törvény:
{\displaystyle \nabla \times {\vec {H}}=0.}
Az általános megoldás:
{\displaystyle {\vec {H}}=-\nabla U,}
ahol U egy skalár potenciál. Ezt behelyettesítve a Gauss-törvénybe:
{\displaystyle \nabla ^{2}U=\nabla \cdot {\vec {M}}.}
Így a mágnesezés divergenciájának,
{\displaystyle \nabla \cdot {\vec {M}},}
hasonló szerepe van, mint az elektromos töltéseknek az elektrosztatikában.
Itt a „magnetosztatika” nem teljesen megfelelő elnevezés, mert a módosított magnetosztatikai egyenletek alkalmazhatók a gyors mágneses változásoknál is, ahol a magnetizálás nanoszekundumok alatt, vagy még gyorsabban megsemmisíti saját magát.

## Fordítás
- Ez a szócikk részben vagy egészben  a   Magnetostatics című angol Wikipédia-szócikk ezen változatának fordításán alapul.  Az eredeti cikk szerkesztőit annak laptörténete sorolja fel. Ez a jelzés csupán a megfogalmazás eredetét és a szerzői jogokat jelzi, nem szolgál a cikkben szereplő információk forrásmegjelöléseként.